# Saint-Amand-sur-Sèvre
Saint-Amand-sur-Sèvre és un municipi francès situat al departament de Deux-Sèvres i a la regió de la Nova Aquitània. L'any 2007 tenia 1.268 habitants.

## Demografia

### Població
El 2007 la població de fet de Saint-Amand-sur-Sèvre era de 1.268 persones. Hi havia 469 famílies de les quals 102 eren unipersonals (33 homes vivint sols i 69 dones vivint soles), 159 parelles sense fills, 196 parelles amb fills i 12 famílies monoparentals amb fills.
La població ha evolucionat segons el següent gràfic:
Habitants censats

### Habitatges
El 2007 hi havia 533 habitatges, 478 eren l'habitatge principal de la família, 8 eren segones residències i 47 estaven desocupats. 512 eren cases i 20 eren apartaments. Dels 478 habitatges principals, 374 estaven ocupats pels seus propietaris, 99 estaven llogats i ocupats pels llogaters i 5 estaven cedits a títol gratuït; 2 tenien una cambra, 13 en tenien dues, 56 en tenien tres, 109 en tenien quatre i 297 en tenien cinc o més. 398 habitatges disposaven pel capbaix d'una plaça de pàrquing. A 205 habitatges hi havia un automòbil i a 235 n'hi havia dos o més.

### Piràmide de població
La piràmide de població per edats i sexe el 2009 era:
| Homes | Edats   | Dones |
| ----- | ------- | ----- |
| 0     | 95 o +  | 0     |
| 0     | 90 a 94 | 0     |
| 0     | 85 a 89 | 4     |
| 4     | 80 a 84 | 20    |
| 24    | 75 a 79 | 40    |
| 32    | 70 a 74 | 32    |
| 16    | 65 a 69 | 32    |
| 8     | 60 a 64 | 32    |
| 40    | 55 a 59 | 20    |
| 44    | 50 a 54 | 44    |
| 36    | 45 a 49 | 52    |
| 68    | 40 a 44 | 52    |
| 36    | 35 a 39 | 32    |
| 52    | 30 a 34 | 32    |
| 24    | 25 a 29 | 32    |
| 20    | 20 a 24 | 28    |
| 64    | 15 a 19 | 40    |
| 60    | 10 a 14 | 44    |
| 48    | 5 a 9   | 40    |
| 24    | 0 a 4   | 32    |

## Economia
El 2007 la població en edat de treballar era de 809 persones, 603 eren actives i 206 eren inactives. De les 603 persones actives 583 estaven ocupades (355 homes i 228 dones) i 20 estaven aturades (1 home i 19 dones). De les 206 persones inactives 68 estaven jubilades, 72 estaven estudiant i 66 estaven classificades com a «altres inactius».

### Ingressos
El 2009 a Saint-Amand-sur-Sèvre hi havia 494 unitats fiscals que integraven 1.285 persones, la mediana anual d'ingressos fiscals per persona era de 15.773 €.

### Activitats econòmiques
Dels 46 establiments que hi havia el 2007, 3 eren d'empreses alimentàries, 3 d'empreses de fabricació d'altres productes industrials, 2 d'empreses de construcció, 9 d'empreses de comerç i reparació d'automòbils, 4 d'empreses de transport, 3 d'empreses d'hostatgeria i restauració, 1 d'una empresa financera, 4 d'empreses immobiliàries, 6 d'empreses de serveis, 7 d'entitats de l'administració pública i 4 d'empreses classificades com a «altres activitats de serveis».
Dels 10 establiments de servei als particulars que hi havia el 2009, 2 eren tallers de reparació d'automòbils i de material agrícola, 1 guixaire pintor, 1 lampisteria, 2 perruqueries, 2 veterinaris, 1 restaurant i 1 agència immobiliària.
Dels 4 establiments comercials que hi havia el 2009, 1 era una botiga de més de 120 m², 2 fleques i 1 una botiga de roba.
L'any 2000 a Saint-Amand-sur-Sèvre hi havia 75 explotacions agrícoles que ocupaven un total de 2.891 hectàrees.

## Equipaments sanitaris i escolars
L'únic equipament sanitari que hi havia el 2009 era una farmàcia.
El 2009 hi havia una escola elemental.

## Poblacions més properes
El següent diagrama mostra les poblacions més properes.